# Захист рослин
За́хист росли́н, контроль шкідників (англ. plant protection, нім. Pflanzenschutz, рос. защита растений)  — комплекс заходів, які спрямовані на зменшення втрат урожаю та запобігання погіршенню стану рослин сільськогосподарського та іншого призначення, багаторічних і лісових насаджень, дерев, чагарників, рослинності закритого ґрунту, продукції рослинного походження через шкідників, хвороби, бур'яни. Заходи боротьби з організмами, що шкодять посівам, насадженням (у відкритому та закритому ґрунті), культурним угіддям (лукам, лісопосадкам тощо) і природній рослинності (у першу чергу — лісам), що використовуються в господарських цілях різними методами: агротехнічними, біологічними, механічними, фізичними, хімічними та їх поєднанням із застосуванням пестицидів (або без них). Наукові основи захисту рослин розробляють сільськогосподарська екологія, фітопатологія, лісова та сільськогосподарська ентомологія.
Захист рослин — важливий напрямок прикладної ентомології, у розвиткові якого відзначилися українські вчені І. І. Мечніков, С. І. Мокржецький, Й. А. Порчинський, В. Г. Плігінський, М. Д. Зерова, М. П. Дядечко, М. А. Теленга та інші.

## Заходи для боротьби
Для боротьби з хворобами рослин застосовуються різні заходи:
1. агротехнічні — спрямовані на те, щоб знешкодити розвиток збудників хвороб і посилити стійкість до них рослин (біологічно обґрунтовані сівозміни, додержання строків садіння і сівби, правильне використання органічних добрив та ін.);
2. селекція і впровадження у сільськогосподарське виробництво сортів, рослин, стійких проти хвороб і шкідників;
3. біологічні — знищення чи придушування розвитку збудників хвороб за допомогою інших живих організмів (ентомофагів) чи продуктів їх життєдіяльності (використання паразитів другого порядку, мікробів-антагоністів, антибіотиків, антибіотичних властивостей вищих рослин (фітонцидів);
4. біофізичний і фізико-механічний вплив на збудників хвороб (використання радіаційного випромінювання, струму високої частоти, ультразвуку, високих і низьких температур тощо);
5. хімічні — використання пестицидів, різних токсичних речовин, їх сполук або сумішей речовин хімічного чи біологічного походження, призначених для знищення, регуляції та припинення розвитку шкідливих організмів, внаслідок діяльності яких вражаються рослини, тварини, люди і завдається шкода матеріальним цінностям, а також гризунів, бур'янів, деревної, чагарникової рослинності, засмічуючих видів риб;[2]
6. карантин — це правовий режим, який передбачає систему державних заходів, спрямованих на захист рослин, продукції їх переробки, сировини, окремих вантажів тощо, від карантинних об'єктів.